# NTV (Russie)
Pour les articles homonymes, voir NTV et HTB.
NTV (en russe : НТВ) est une chaîne de télévision privée russe. Fondée en 1993, elle est alors l'une des pionnières de la télévision commerciale en Russie. Adoptant à l'origine un ton volontiers satirique, parfois très critique vis-à-vis du gouvernement, elle assouplit considérablement sa ligne éditoriale après son rachat par le groupe Gazprom en 2001 et au cours des mandats présidentiels successifs de Vladimir Poutine.
Chaîne généraliste, NTV émet depuis 1994 sur le réseau hertzien et par satellite dans l'ensemble de la fédération de Russie. 
NTV-Mir (NTV-Monde) est le nom de la version satellitaire de NTV, émettant à destination de la diaspora russe et ex-soviétique en Amérique du Nord et en Europe. Une déclinaison de la chaîne, NTV-Belarus, est également diffusée en Biélorussie.
En 2018, la chaîne employait plus de deux mille personnes. Elle appartient à la holding Gazprom-media qui possède 86,52 % des actions de la « télécompagnie NTV ». En 2021, la valeur de la compagnie était de 13,6 milliards de roubles.

## Histoire
La chaîne NTV a pris la suite de la Quatrième chaîne de la télévision centrale soviétique, créée en 1967, devenue la chaîne éducative de la TCS en 1988 puis la 4e chaîne Ostankino en 1991.
NTV est fondée en 1993 par un consortium formé par plusieurs banques privées, sous l'impulsion de l'homme d'affaires Vladimir Goussinski, qui mécontent du travail réalisé par la 1re chaîne publique d'Ostankino, désire de créer une chaîne axée sur le divertissement et l'information dite indépendante. D'abord diffusée sur le réseau câblé de Saint-Pétersbourg, elle obtient une fréquence au niveau national à la suite  du décret du 22 décembre de cette même année signé par un certain Boris Eltsine et qui entre en application le 17 janvier 1994. Émettant à l'origine 18 heures par jour en lieu et place de la 4e chaîne Ostankino, elle doit dans un premier temps partager son canal de diffusion avec la Télévision des universités de Russie, avant de finalement obtenir le droit d'émettre 24 heures sur 24 à partir du 11 novembre 1996.
La chaîne s'impose peu à peu comme un média d'envergure et recrute nombre de journalistes issus des chaînes de télévision publiques. Elle adopte dans ses bulletins d'information un ton volontiers critique envers les actions du gouvernement, en particulier durant les guerres de Tchétchénie. L'une des émissions est alors l'équivalent russe des Guignols de l'info : Koukly (Куклы), dont le ton particulièrement acerbe n'est pas toujours bien accepté par les hommes politiques russes, à commencer par le président Vladimir Poutine. Estimant que la marionnette à son effigie « bafoue sa dignité », ce dernier exige qu'elle ne soit plus utilisée, ce à quoi la chaîne ne se pliera pas. 
En juin 2000, la police russe arrête son propriétaire Vladimir Goussinski, qu'elle suspecte de malversations et d'abus de bien public (d'autres y voyant d'hypothétiques raisons politiques). Quelques semaines plus tard, Vladimir Goussinski vend l'entreprise Media-Most (détentrice de 30 % des actions de NTV) à la société Gazprom-Media, réputée proche du pouvoir. Choisissant de s'exiler, il s'installe en Espagne et fonde quelques mois plus tard un bouquet de chaînes satellitaires (RTVi) diffusant à destination de la diaspora (Amérique du Nord, Europe et Israël). Il affirmera par la suite avoir été contraint de céder NTV sur pression du gouvernement.

### 2001: "Putsch" de NTV
Poutine, devenu président, s'attaque à Goussinski, qui a soutenu des candidats opposés via sa chaîne. En avril 2001, la chaîne passe sous le contrôle de Gazprom. Au cours d'une nuit, des vigiles appuyés par les forces spéciales du ministère de l'Intérieur s'installent au 8e étage de l'immeuble abritant la chaîne. Le nouveau rédacteur en chef, Vladimir Koulistikov, un ancien de NTV passé sur la chaîne d'État Rossia, et le nouveau directeur, un homme d'affaires russo-américain, arrivent dans la foulée. À l'antenne, les images sauvages du « putsch » diffusées par un technicien sont remplacées par du patinage artistique. Une action « sans violence » qui met un millier de Russes dans la rue. Des manifestations s'organisent en effet à Saint-Pétersbourg et d'autres villes en soutien à la chaîne. 

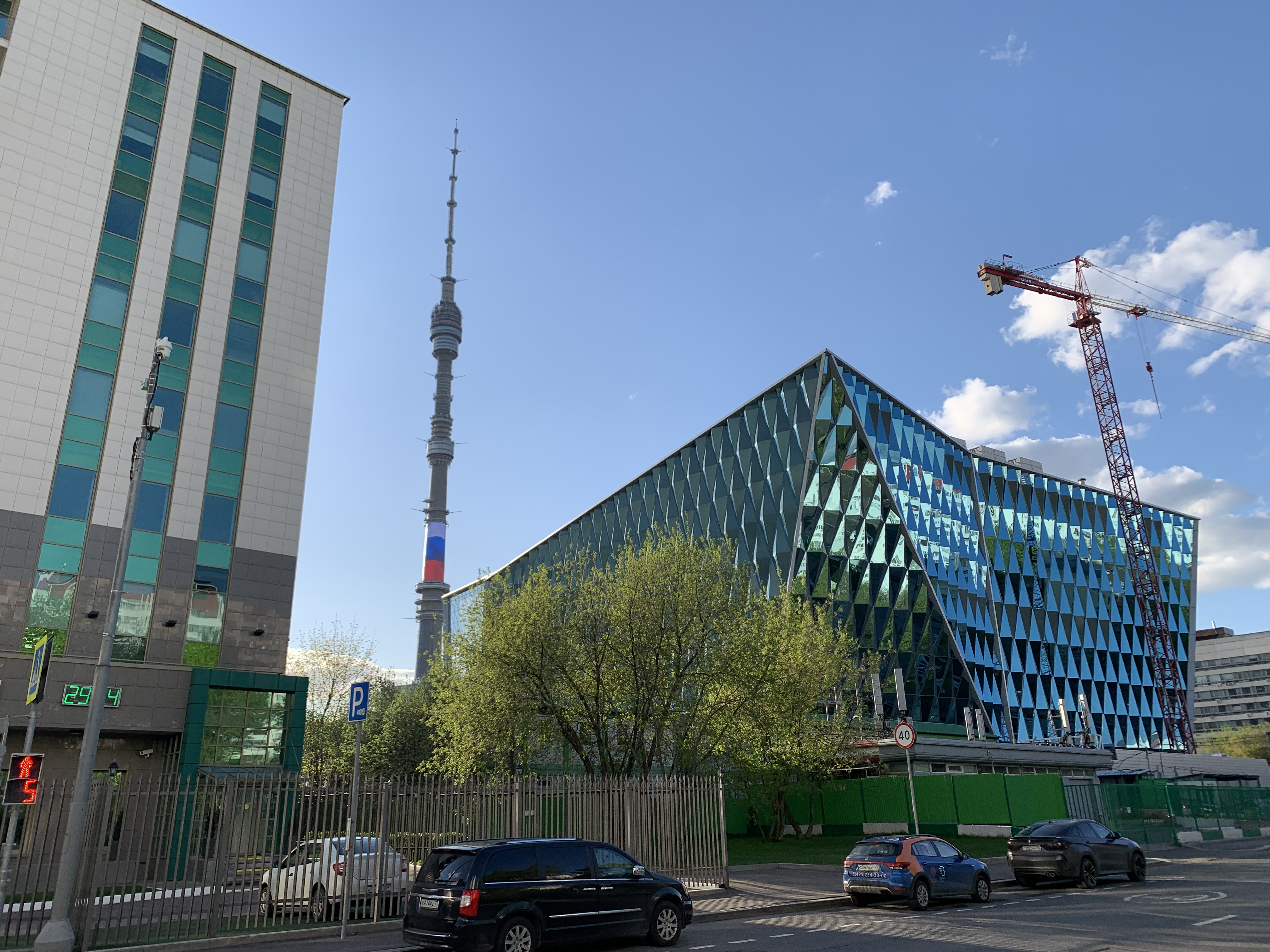
Le bureau actuel de NTV (à gauche), le nouveau bureau en construction (à droite) et la tour de télévision Ostankino (à l'arrière-plan). Mai 2023

Un bras de fer s'engage avec la nouvelle direction. La plupart des journalistes soutiennent leur directeur limogé et démissionnent. Goussinski, arrêté, finira par s'exiler en Espagne. Sur la chaîne, terminé l'information critique sur la guerre de Tchétchénie.

### Censure et contrôle gouvernemental
Au fil des mois, Gazprom-Media augmente encore sa participation au capital de la chaîne avant d'en prendre totalement le contrôle en avril 2001. Dès lors, les nouveaux propriétaires entament un changement radical de direction et une réorientation de la ligne éditoriale. Tandis que Boris Jordan prend les rênes de la chaîne, nombre de journalistes décident de se tourner vers d'autres médias. En 2003, la chaîne connaissant d'importantes difficultés économiques, Nikolaï Senkevitch remplace Boris Jordan à la tête de la direction.
En mai 2004, l'interdiction de diffuser l'interview de la veuve du dirigeant tchétchène assassiné, Zelimkhan Iandarbiev, conduit à l'arrêt du magazine hebdomadaire d'actualité le plus suivi, Namedni, sur NTV, et au licenciement de son principal journaliste, Leonid Parfionov, au motif qu'il a communiqué la note d'Alexandre Guérassimov. En effet pour la première fois depuis dix ans, un cadre dirigeant de la télévision, en l'occurrence Guérassimov, alors directeur-adjoint de NTV, a interdit la diffusion par une note écrite. Il expliquera ce geste plus tard en mentionnant le fait qu'il ne désirait pas influencer le procès, en cours au Qatar, de deux agents des services secrets russes accusés d'avoir assassiné Iandarbiev en 2004. 
En juillet, l'émission de Guérassimov, Lichny vklad, eut le même destin que Namedni, ainsi que Svoboda slova, ou liberté de parole, et Krasnaïa strela (Étoile rouge), une satire politique qui le suivait chaque vendredi soir. Les événements de juillet étaient liés à un changement de management à NTV, la chaîne contrôlée par Gazprom. Vladimir Koulistikov, le nouveau directeur, en expliquant les raisons, déclara que Svoboda slova, en dominant beaucoup d'espaces aux marginaux politiques opposés au Président Poutine, manquait d'objectivité,

## Déclinaisons
- Née en 2006, NTV-Belarus est une déclinaison de NTV pour la Biélorussie. Elle reprend la majorité des émissions de la chaîne-mère, auxquelles viennent s'ajouter quelques productions locales.
- NTV-Mir est une version internationale de NTV diffusée à destination de la diaspora russe en Amérique du Nord et en Europe.

## Description
Les émissions régulières de la chaîne débutent à six heures du matin en semaine avec un bloc d'information matinal (Сегодня утром) faisant alterner reportages, journaux télévisés, bulletins météorologiques et chroniques pratiques. S'ensuivent émissions culinaires (Кулинарный поединок ; Просто вкусно), chroniques financières (Средний класс), émissions juridiques (Суд присяжных), talk-shows, jeux télévisés (Золотой ключ) et séries russes, européennes ou américaines (Закон и порядок). La chaîne retransmet des compétitions sportives, notamment des matchs de football (coupe de l'UEFA)
NTV laisse une place importante à l'information, présente à l'antenne à travers quatre éditions principales du journal télévisé « Aujourd'hui » (Сегодня). Une directrice de l'information a marqué son époque en la personne de Tatiana Mitkova qui présente d'octobre 2011 à 2014 une version rénovée du programme « Aujourd'hui », intitulée « Aujourd'hui. Résultats ».

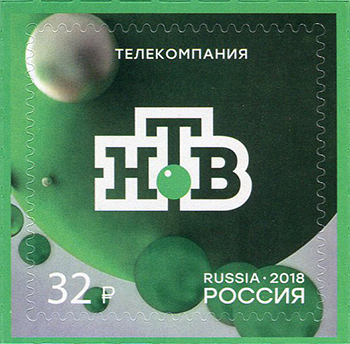
Timbre-poste (2018)

Depuis 2015, son directeur général est Alexeï Zemski et son producteur général est Timour Weinstein. La rédactrice en chef depuis 2015 est Alexandra Kocharnitskaïa.

## Critique

### Composante " criminelle» de la grille de diffusion
Sous le directeur général de NTV Vladimir Kulistikov, selon le journaliste Rostislav zhuravlev, jusqu'à 70 % de la grille de diffusion de la chaîne étaient des séries criminelles, des programmes sur le crime et des résumés d'incidents d'urgence, à cause de quoi NTV a reçu le surnom de " Ment-TV»; une opinion similaire a été exprimée par l'ancien présentateur de la chaîne, Vladimir Kara-murza SR., bien que, selon lui, un contenu choquant similaire ait été diffusé sur d'autres chaînes de télévision russes. La grande majorité des séries télévisées diffusées avaient une qualité douteuse, selon Artem Gusyatinsky, les réalisateurs n'hésitaient parfois pas à «voler» les mouvements de l'intrigue d'autres films et séries télévisées de production étrangère. En 2010, le chroniqueur de RIA Novosti Sergei Warshavchik a affirmé le travail de la chaîne de télévision " pour son public — - principalement des hommes ayant un faible niveau d'éducation, en règle générale, qui ont servi ou qui travaillent à des postes non directeurs dans les forces de l'ordre.
Édition en ligne 2010 Lenta.ru a noté que si en 2001, lors du changement de propriétaire de la chaîne de télévision contre de telles actions ont protesté contre des dizaines de milliers de Moscovites, puis 9 ans, le public est devenu «cracher sur Parfenov, et NTV, et eux-mêmes», donc dans le cas de la fermeture hypothétique de NTV ces jours-ci serait indigné que les fans de. Ironiquement, le contenu de la grille de la chaîne de télévision a également Commenté l'écrivain satiriste Mikhaïl Zadornov: lors de ses concerts et de ses blogs, il a plaisanté sur le fait que «95% des crimes en Russie ne sont révélés que dans les séries NTV»..
L'abandon de la composante "criminelle" de la grille de diffusion de NTV a été prévu en 2015, lorsque le poste de directeur général a été occupé par Alexei Zemsky. Selon Lenta.ru, la chaîne de télévision au moment où «le principal Fournisseur de séries d'action sur la lutte contre les policiers et les bandits a perdu le chiffre d'affaires et le public», tombant à la 4e place dans le classement des chaînes les plus populaires. La plupart de la nouvelle grille a commencé à occuper des programmes sur la beauté et la santé, ainsi que des Talk-shows avec la participation de Stars « "les Étoiles se sont réunies" et " le Secret d'un million». Selon Timur Weinstein, le manque de ressources financières propres ne permet pas de changer radicalement le concept du canal.

### Documentaires anonymes
Depuis septembre 2004, dans le cadre du cycle documentaire " Urgence. Enquête " et plusieurs autres émissions similaires ont été montrées un certain nombre de mini-films documentaires de propagande et d'incrimination, sans mention préalable dans les programmes imprimés des émissions. Au cours des trois premières années, ces films sont apparus le plus souvent sur NTV, et non sur les chaînes publiques.Presque tous ont parlé des événements et des personnes perçues négativement par les autorités russes modernes: l'affaire Ioukos et Mikhaïl Khodorkovski («Attaque terroriste à l'avance»)., «Homme avec un balai», «Brigade de Ioukos», «Meurtre en cadeau»),Mikhaïl Saakachvili ("Misha"), Борис Березовский, Viktor Iouchtchenko, opposition politique russe « " Qui commande le chaos?»,, "Faux", " Anatomie de la protestation», «Pathologiste», «Radio nesvoboda», «Journée Kassianov»), Alexandre Loukachenko ("parrain"»,Euromaidan (»Technologies Maidan").
Presque tous les films ont été caractérisés par une forte falsification des faits et une infondation des idées exprimées. La plupart de ces films, à l'exception des tout premiers, sont sortis sans énumérer l'équipe de tournage et indiquer la paternité. Ils ont suscité des critiques de la part du public,public et anciens employés de NTV,,. En 2010, contre NTV en Biélorussie, une manifestation a été organisée, dont la raison était le documentaire "le Parrain", montré le 4 juillet de cette année et critiquant les activités d'Alexandre Loukachenko. Commentant le documentaire «NTV 25+ "publié en 2018, chronométré à l'anniversaire de NTV, l'ancien présentateur de la chaîne de télévision Vladimir Kara-murza SR. a critiqué la présentation de l'information, affirmant qu'après 2001, NTV n'a pas apparu de nouveaux "visages brillants et talentueux", et des documentaires anonymes appelé " trucages, prunes et faux».

### Couverture des événements en Ukraine en 2014
Depuis le lancement d'Euromaidan en 2013, la chaîne a fait l'objet de critiques à plusieurs reprises dans d'autres médias et dans la blogosphère. NTV a été accusé de déformer les événements et de participer à la campagne de propagande anti-ukrainienne menée par les autorités russes, ainsi que de la mauvaise qualité du travail éditorial, ce qui a conduit à plusieurs reprises à des blocages évidents et à de grands scandales,. Ainsi, en avril 2014, un reportage de NTV de l'un des hôpitaux de la ville de Nikolaev, dans lequel un homme couché sur un lit d'hôpital, présenté comme Andrei Petkhov, a été montré comme un «mercenaire», un citoyen allemand et de «plusieurs États», qui a apporté 500 000 euros au «secteur Droit» et a préparé un groupe de cinquante citoyens Comme il s'est avéré plus tard, la veille du reportage de NTV, la même personne figurait dans le reportage de la télévision Indépendante de Sébastopol comme «un résident de l'Allemagne, un chirurgien pédiatrique qui a sauvé plus de deux cents enfants», qui «est venu soutenir les compatriotes dans la lutte contre le néonazisme à venir», et le jour de la sortie Le service russe de la BBC a reçu une réponse de la police de la ville de Mykolaïv à sa demande, selon laquelle le héros du reportage est en fait un citoyen ukrainien. Plus tard, NTV a rapporté que le héros du reportage souffre de schizophrénie et a reproché aux médias occidentaux de tenter de le piéger dans une mise en scène, et le rédacteur en chef du programme PE, Andrei Ivanov, a blâmé les «conditions de la révolution", dans lesquelles la vérification des faits allégués par l'interviewé est difficile,. Le chroniqueur Forbes Arina Borodina a Cité cette affaire comme un exemple de «l'histoire étonnante d'une campagne de propagande " contre l'Ukraine.
Au cours du printemps et de l'automne 2014, des films à caractère révélateur ont été diffusés sur NTV sans indication de l'auteur sous l'écran "Profession-journaliste", dans lequel les autorités officielles ukrainiennes et des personnalités publiques ont été attaquées ("La princesse de parasha", "la vie secrète de Vitali Klitschko"» ou les médias russes soutenant l'Ukraine ("13 amis de la junte" et «17 autres amis de la junte"». À la lumière de la projection de tels films, la critique de télévision Irina Petrovsky a remarqué que «le genre de la dénonciation politique s'est épanoui à la télévision». En novembre 2014, l'attention des réseaux sociaux a attiré le reportage de NTV sur un adolescent drogué de l'Estuaire rouge nommé Stas, qui aurait été enlevé à la maison par des combattants de la garde nationale ukrainienne, menaçant ses parents avec une arme à feu, et qui, dans le reportage de NTV, a été appelé «une cible vivante pour les missiles». Les utilisateurs d'Internet ont découvert que dans le reportage de NTV, Stanislav Petrov, un résident de l'Estuaire rouge âgé de 12 ans, a été montré, avec des retards de développement mental et une «tendance au vagabondage». Les blogueurs ont accusé la chaîne de télévision d'utiliser délibérément l'infériorité mentale présumée d'un adolescent.

### L'invitation d'un présentateur de télévision de l'Ukraine
Au printemps de 2015, la réaction négative des téléspectateurs russes a été provoquée par l'apparition dans l'émission de télévision du matin «Café au lait» du présentateur de télévision ukrainien Daniel Gratchev, connu pour soutenir Euromaidan.Dans sa justification, Grachev a déclaré que son soutien à Euromaidan était dû à une rancune banale, mais pour un an, il a révisé son attitude envers les événements ukrainiens.

## Sanctions
9 février 2021, la Lettonie a interdit la diffusion de toutes les chaînes de télévision sous la marque NTV pour une durée indéterminée. Le 10 février 2021 à 23:54, heure de Riga, les câblo-opérateurs de la Lettonie ont désactivé à leur émission de chaînes.
Le 21 mai 2021, NTV-Plus LLC a été incluse dans la liste des sanctions de l'Ukraine «car la société " diffuse des chaînes qui forment et distribuent du contenu d'information conformément à la politique du Kremlin pour justifier les actions de la Russie».
Le 25 février 2022, le département de la protection des droits des consommateurs et de la supervision technique a interdit en Estonie la diffusion de certaines chaînes russes, y compris "NTV Mir «et "NTV Mir BALTIA", pour le placement de «l'information interdite": en particulier, pour «l'incitation à la guerre et la propagation de la désinformation»,,.
Le 8 mai 2022, dans le contexte de l'invasion de l'Ukraine par la Russie, les sanctions contre NTV ont été imposées par les États-Unis, notant que la chaîne est directement ou indirectement contrôlée par l'état, il est interdit aux entreprises américaines de faire de la publicité et de fournir de l'équipement pour la chaîne,.
Le 7 juillet 2022, le Canada a imposé des sanctions à NTV, l'inscrivant sur la liste des sanctions des «structures russes de désinformation " pour avoir facilité et soutenu «l'invasion non provoquée et injustifiée de l'Ukraine par la Russie».,.
Le 19 octobre 2022, l'Ukraine a introduit des sanctions contre NTV, car la chaîne forme et distribue «du contenu conformément à la politique du Kremlin pour justifier les actions de la Russie».
Le 16 décembre 2022, l'Union européenne a suspendu la licence et interdit la diffusion de NTV et "NTV Mir" dans 27 pays de l'Union européenne.